# Porto-Vecchio
Porto-Vecchio (korsicky Porti Vechju) je město na Korsice v departementu Corse-du-Sud ve Francii. Se svými 10 326 obyvateli je 3. největším městem Korsiky po Ajacciu a Bastii. Je také centrem stejnojmenného kantonu se 4 městy a 12 904 obyvateli:
- Porto-Vecchio – 10 326 obyvatel
- Sari-Solenzara – 1 102 obyvatel
- Conca – 770 obyvatel
- Lecci – 706 obyvatel

Město leží na pobřeží u Zálivu Porto-Vecchio, který je 8 km dlouhý a 1,5-2,5 km široký a do kterého ústí Stabiacco.
Poblíž města zemřel na dovolené Karel Zich, když po potápění dostal infarkt.

## Historie
Městu Porto-Vecchio se často přezdívá Město Soli, protože bylo vystavěno na slanovodních močálech. Ty však byly později odvodněny, aby se město, a především přístav mohly rozvíjet.
Z doby nadvlády Janova se dochovala pouze část městského opevnění a hradební věže Bastion de France. Zato z městské brány (Porte Génoise) je daleký výhled na celý přístav a záliv.
V roce 2013 město hostilo start první etapy jubilejního 100. ročníku cyklistického závodu Tour de France.

## Administrativa
Poslední starostové:
- od března 2004 – Georges Mela
- 1997–2004 – Camille de Rocca Serra (Union pour un mouvement populaire)
- ?–1997 – Jean-Paul de Rocca Serra (Rassemblement pour la République)

## Geografie a turistický ruch
Přestože má Porto-Vecchio pouze přibližně 10 000 obyvatel, jedná se o třetí největší město Korsiky. V porovnání s Bastií, která je druhým největším městem Korsiky s 50 000 obyvateli, je pětkrát menší.
V létě se ale přílivem turistů počet obyvatel zečtyřnásobí na přibližně 40 000. Město je velmi oblíbené turisty ze všech koutů světa, a to především z Itálie, Německa a Nizozemska. Oblast je hojně navštěvovaná především kvůli tomu, že se jedná o druhý největší přístav na jihu ostrova (po Ajacciu) a turisté sem mají dobré spojení trajektem.
Dalším důvodem může být to, že se zde nachází velké množství pláží, které bývají většinou turistů považovány za jedny z nejkrásnějších na světě.
- severní pláže Zálivu Porto–Vecchio
  - Golfo di Sogno
  - Cala Rossa
  - San Ciprianu
  - Golfe de Pinarellu
  - Côtes des Nacres
- jižní pláže Zálivu Porto–Vecchio
  - poloostrov Chiappa
  - Palombaggia
  - Santa Guilia
  - Baie de Rondinara
  - záliv Santa Manza
  - Plage Calalonga
  - Plage de Plantarella
  - Capo Pertusato

## Doprava
Velkou část (zejména turistické) dopravy zajišťuje přístav.
Kolem města také prochází evropská silnice E25

## Partnerská města
- Florencie, Itálie